# Liste des monuments historiques protégés en 2018
Cet article recense les immeubles protégés au titre des monuments historiques en 2018, en France.
En 2018, 251 bâtiments font l'objet d'une protection dont 230 inscriptions et 21 classements.

## Protections
| Édifice                                                                                 | Commune                                  | Département             | Région                     | Protection | Base Mérimée                                                                        | Coordonnées                                                       | Image |
| --------------------------------------------------------------------------------------- | ---------------------------------------- | ----------------------- | -------------------------- | ---------- | ----------------------------------------------------------------------------------- | ----------------------------------------------------------------- | ----- |
| Église Saint-Martin                                                                     | Bichancourt                              | Aisne                   | Hauts-de-France            | Inscrit    | Notice no PA02000094                                                                | 49° 34′ 36″ nord, 3° 12′ 48″ est                                  |       |
| Monument américain de la Côte 204                                                       | Chateau-Thierry                          | Aisne                   | Hauts-de-France            | Inscrit    | Notice no PA02000094                                                                | 49° 02′ 19″ nord, 3° 22′ 19″ est                                  |       |
| Clos de Villeneuve                                                                      | Valensole                                | Alpes-de-Haute-Provence | Provence-Alpes-Côte d'Azur | Inscrit    | Notice no PA04000037                                                                | 43° 49′ 43″ nord, 5° 58′ 40″ est                                  |       |
| Villa Juturne                                                                           | Beausoleil                               | Alpes-Maritimes         | Provence-Alpes-Côte d'Azur | Inscrit    | Notice no PA06000052                                                                | 43° 44′ 40″ nord, 7° 25′ 40″ est                                  |       |
| Église Saint-Jean-Baptiste                                                              | Coaraze                                  | Alpes-Maritimes         | Provence-Alpes-Côte d'Azur | Inscrit    | Notice no PA06000050                                                                | 43° 51′ 38″ nord, 7° 17′ 45″ est                                  |       |
| Vestiges archéologiques du Mont Revel                                                   | Tourrette-Levens                         | Alpes-Maritimes         | Provence-Alpes-Côte d'Azur | Inscrit    | Notice no PA06000051                                                                | 43° 45′ 35″ nord, 7° 16′ 52″ est                                  |       |
| Moulin de Cassonié                                                                      | Cros-de-Géorand                          | Ardèche                 | Provence-Alpes-Côte d'Azur | Inscrit    | Notice no PA07000033                                                                | 44° 46′ 21″ nord, 4° 07′ 23″ est                                  |       |
| Palais de justice de Largentière                                                        | Largentière                              | Ardèche                 | Provence-Alpes-Côte d'Azur | Inscrit    | Notice no PA07000034                                                                | 44° 32′ 26″ nord, 4° 17′ 39″ est                                  |       |
| Ferme Dizonanche                                                                        | Sagnes-et-Goudoulet                      | Ardèche                 | Provence-Alpes-Côte d'Azur | Inscrit    | Notice no PA07000035                                                                | 44° 48′ 57″ nord, 4° 12′ 03″ est                                  |       |
| Ferme Philip                                                                            | Sainte-Eulalie                           | Ardèche                 | Provence-Alpes-Côte d'Azur | Inscrit    | Notice no PA07000036                                                                | 44° 50′ 02″ nord, 4° 12′ 26″ est                                  |       |
| Ferme de La Besse                                                                       | Usclades-et-Rieutord                     | Ardèche                 | Provence-Alpes-Côte d'Azur | Inscrit    | Notice no PA07000037                                                                | 44° 45′ 31″ nord, 4° 10′ 00″ est                                  |       |
| Monument aux morts de Mazères                                                           | Mazères                                  | Ariège                  | Occitanie                  | Inscrit    | Notice no PA09000032                                                                | 43° 14′ 48″ nord, 1° 40′ 36″ est                                  |       |
| Maison Binotto                                                                          | Mirepoix                                 | Ariège                  | Occitanie                  | Inscrit    | Notice no PA09000033                                                                | 43° 05′ 10″ nord, 1° 51′ 31″ est                                  |       |
| Monument aux morts de Pamiers                                                           | Pamiers                                  | Ariège                  | Occitanie                  | Inscrit    | Notice no PA09000034                                                                | 43° 06′ 41″ nord, 1° 37′ 05″ est                                  |       |
| Monument aux morts de Saint-Girons                                                      | Saint-Girons                             | Ariège                  | Occitanie                  | Inscrit    | Notice no PA09000035                                                                | 42° 58′ 55″ nord, 1° 08′ 29″ est                                  |       |
| Église Notre-Dame-du-Cros                                                               | Caunes-Minervois                         | Aude                    | Occitanie                  | Inscrit    | Notice no PA11000053                                                                | 43° 20′ 03″ nord, 2° 32′ 42″ est                                  |       |
| Monument aux morts de Coursan                                                           | Coursan                                  | Aude                    | Occitanie                  | Inscrit    | Notice no PA11000054                                                                | 43° 13′ 45″ nord, 3° 03′ 21″ est                                  |       |
| Monument aux morts de Fabrezan                                                          | Fabrezan                                 | Aude                    | Occitanie                  | Inscrit    | Notice no PA11000055                                                                | 43° 08′ 00″ nord, 2° 42′ 00″ est                                  |       |
| Monument aux morts de Limoux                                                            | Limoux                                   | Aude                    | Occitanie                  | Inscrit    | Notice no PA11000056                                                                | 43° 02′ 50″ nord, 2° 13′ 03″ est                                  |       |
| Monument aux morts d'Ouveillan                                                          | Ouveillan                                | Aude                    | Occitanie                  | Inscrit    | Notice no PA11000057                                                                | 43° 17′ 19″ nord, 2° 58′ 20″ est                                  |       |
| Monument aux morts de Boisse-Penchot                                                    | Boisse-Penchot                           | Aveyron                 | Occitanie                  | Inscrit    | Notice no PA12000065                                                                | 44° 34′ 55″ nord, 2° 12′ 12″ est                                  |       |
| Monument aux morts de Decazeville                                                       | Decazeville                              | Aveyron                 | Occitanie                  | Inscrit    | Notice no PA12000066                                                                | 44° 33′ 23″ nord, 2° 15′ 04″ est                                  |       |
| chapelle Saint-Joseph du château d'Estaing                                              | Estaing                                  | Aveyron                 | Occitanie                  | Inscrit    | Notice no PA12000064                                                                | 44° 33′ 15″ nord, 2° 40′ 22″ est                                  |       |
| Monument aux morts de Mur-de-Barrez                                                     | Mur-de-Barrez                            | Aveyron                 | Occitanie                  | Inscrit    | Notice no PA12000067                                                                | 44° 50′ 25″ nord, 2° 39′ 37″ est                                  |       |
| Château de la Caze                                                                      | Peyrusse-le-Roc                          | Aveyron                 | Occitanie                  | Inscrit    | Notice no PA12000068                                                                | 44° 28′ 49″ nord, 2° 07′ 32″ est                                  |       |
| Portail des chanoines                                                                   | Arles                                    | Bouches-du-Rhône        | Provence-Alpes-Côte d'Azur | Classé     | Notice no PA00081139                                                                | 43° 40′ 34″ nord, 4° 37′ 42″ est                                  |       |
| Carrière antique de la Corderie                                                         | Marseille                                | Bouches-du-Rhône        | Provence-Alpes-Côte d'Azur | Classé     | Notice no PA13000087                                                                | 43° 17′ 24″ nord, 5° 22′ 04″ est                                  |       |
| Hôtel Léautaud de Mas Blanc                                                             | Tarascon                                 | Bouches-du-Rhône        | Provence-Alpes-Côte d'Azur | Inscrit    | Notice no PA13000086                                                                | 43° 48′ 19″ nord, 4° 39′ 25″ est                                  |       |
| abbaye Saint-Géraud : sol, aile ouest du cloître, hôpital, vasque de la fontaine romane | Aurillac                                 | Cantal                  | Auvergne-Rhône-Alpes       | Inscrit    | Notice no PA00093448                                                                | 44° 55′ 54″ nord, 2° 26′ 53″ est                                  |       |
| Église Sainte-Croix-et-Saint-Pierre                                                     | Marchastel                               | Cantal                  | Auvergne-Rhône-Alpes       | Inscrit    | Notice no PA00093752                                                                | 45° 16′ 58″ nord, 2° 43′ 33″ est                                  |       |
| Église Saint-Jean Baptiste                                                              | Chassenon                                | Charente                | Nouvelle-Aquitaine         | Inscrit    | Notice no PA16000060                                                                | 45° 51′ 07″ nord, 0° 45′ 55″ est                                  |       |
| Église Saint-Bonnet                                                                     | Saint-Bonnet                             | Charente                | Nouvelle-Aquitaine         | Inscrit    | Notice no PA00104489                                                                | 45° 28′ 41″ nord, 0° 05′ 52″ ouest                                |       |
| Église Sainte-Madeleine                                                                 | Touvre                                   | Charente                | Nouvelle-Aquitaine         | Inscrit    | Notice no PA00104524                                                                | 45° 39′ 50″ nord, 0° 15′ 08″ est                                  |       |
| Villa Aigue-Marine                                                                      | Royan                                    | Charente-Maritime       | Nouvelle-Aquitaine         | Inscrit    | Notice no PA17000107                                                                | 45° 37′ 25″ nord, 1° 01′ 23″ ouest                                |       |
| Abbaye Saint-Martin de Massay                                                           | Massay                                   | Cher                    | Centre-Val de Loire        | Inscrit    | Notice no PA00096834                                                                | 47° 09′ 06″ nord, 1° 59′ 36″ est                                  |       |
| Couvent des Capucins                                                                    | Saint-Amand-Montrond                     | Cher                    | Centre-Val de Loire        | Inscrit    | Notice no PA00096874                                                                | 46° 43′ 32″ nord, 2° 29′ 44″ est                                  |       |
| Castel Vuillier                                                                         | Gimel-les-Cascades                       | Corrèze                 | Nouvelle-Aquitaine         | Inscrit    | Notice no PA19000031                                                                | 45° 17′ 55″ nord, 1° 51′ 03″ est                                  |       |
| Château de Neuvic d'Ussel                                                               | Neuvic                                   | Corrèze                 | Nouvelle-Aquitaine         | Inscrit    | Notice no PA19000032                                                                | 45° 23′ 10″ nord, 2° 16′ 25″ est                                  |       |
| Palais Caraffa                                                                          | Bastia                                   | Haute-Corse             | Corse                      | Inscrit    | Notice no PA2B000017                                                                | 42° 41′ 42″ nord, 9° 26′ 52″ est                                  |       |
| Église Saint-Blaise                                                                     | Poggio-Marinaccio                        | Haute-Corse             | Corse                      | Inscrit    | Notice no PA2B000041                                                                | 42° 26′ 03″ nord, 9° 21′ 13″ est                                  |       |
| Site archéologique dit du Monte Revincu                                                 | Santo-Pietro-di-Tenda                    | Haute-Corse             | Corse                      | Classé     | Notice no PA2B000037                                                                | 42° 40′ 12″ nord, 9° 15′ 25″ est                                  |       |
| Glacière Nivera Nuova                                                                   | Ville-di-Pietrabugno                     | Haute-Corse             | Corse                      | Inscrit    | Notice no PA2B000040                                                                | 42° 43′ 26″ nord, 9° 25′ 07″ est                                  |       |
| Abbaye Saint-Vivant                                                                     | Curtil-Vergy                             | Côte-d'Or               | Bourgogne-Franche-Comté    | Inscrit    | Notice no PA00112775                                                                | 47° 10′ 19″ nord, 4° 53′ 11″ est                                  |       |
| Maison Constantin                                                                       | Dijon                                    | Côte-d'Or               | Bourgogne-Franche-Comté    | Inscrit    | Notice no PA21000093                                                                | 47° 19′ 56″ nord, 5° 01′ 36″ est                                  |       |
| Église Saint-Germain-l'Auxerrois                                                        | Glomel                                   | Côtes-d'Armor           | Bretagne                   | Inscrit    | Notice no PA00089160                                                                | 48° 13′ 21″ nord, 3° 23′ 51″ ouest                                |       |
| Gare de Brélidy - Plouëc                                                                | Plouëc-du-Trieux                         | Côtes-d'Armor           | Bretagne                   | Inscrit    | Notice no PA22000055                                                                | 48° 40′ 09″ nord, 3° 11′ 47″ ouest                                |       |
| Église Notre-Dame de Grâces et ossuaire                                                 | Plusquellec                              | Côtes-d'Armor           | Bretagne                   | Inscrit    | Notice no PA00089531                                                                | 48° 23′ 06″ nord, 3° 29′ 05″ ouest                                |       |
| Pont des Courses                                                                        | Saint-Brieuc                             | Côtes-d'Armor           | Bretagne                   | Inscrit    | Notice no PA22000056                                                                | 48° 31′ 06″ nord, 2° 43′ 27″ ouest                                |       |
| Viaduc de Douvenant                                                                     | Saint-Brieuc                             | Côtes-d'Armor           | Bretagne                   | Inscrit    | Notice no PA22000057                                                                | 48° 31′ 00″ nord, 2° 43′ 08″ ouest                                |       |
| Église Saint-Théodore                                                                   | Tréduder                                 | Côtes-d'Armor           | Bretagne                   | Classé     | Notice no PA00089684                                                                | 48° 39′ 04″ nord, 3° 33′ 50″ ouest                                |       |
| Château du domaine de la Forêt                                                          | Blessac                                  | Creuse                  | Nouvelle-Aquitaine         | Inscrit    | Notice no PA23000027                                                                | 45° 58′ 28″ nord, 2° 08′ 41″ est                                  |       |
| Église Saint-Martin de Sardent                                                          | Sardent                                  | Creuse                  | Nouvelle-Aquitaine         | Inscrit    | Notice no PA00100198                                                                | 46° 03′ 06″ nord, 1° 51′ 22″ est                                  |       |
| Forge d'Ans                                                                             | Cubjac-Auvézère-Val d'Ans                | Dordogne                | Nouvelle-Aquitaine         | Inscrit    | Notice no PA24000096                                                                | 45° 13′ 37″ nord, 0° 59′ 08″ est                                  |       |
| Église Saint-Pierre-et-Saint-Paul                                                       | Saint-Paul-Lizonne                       | Dordogne                | Nouvelle-Aquitaine         | Classé     | Notice no PA00082886                                                                | 45° 19′ 11″ nord, 0° 16′ 54″ est                                  |       |
| Manoir d'Igonie                                                                         | Saint-Sulpice-d'Excideuil                | Dordogne                | Nouvelle-Aquitaine         | Inscrit    | Notice no PA00082904                                                                | 45° 23′ 04″ nord, 1° 00′ 25″ est                                  |       |
| Église Saint-Laurent d'Arc-sous-Montenot                                                | Arc-sous-Montenot                        | Doubs                   | Bourgogne-Franche-Comté    | Inscrit    | Notice no PA25000090                                                                | 46° 54′ 43″ nord, 5° 59′ 56″ est                                  |       |
| Château d'Augicourt                                                                     | Liesle                                   | Doubs                   | Bourgogne-Franche-Comté    | Inscrit    | Notice no PA25000089                                                                | 47° 03′ 42″ nord, 5° 49′ 11″ est                                  |       |
| Hôtel de ville de Valence                                                               | Valence                                  | Drôme                   | Auvergne-Rhône-Alpes       | Inscrit    | Notice no PA26000034                                                                | 44° 55′ 41″ nord, 4° 53′ 22″ est                                  |       |
| Petit château de Navarre                                                                | Évreux                                   | Eure                    | Normandie                  | Inscrit    | à venir                                                                             | 49° 01′ 06″ nord, 1° 07′ 29″ est                                  |       |
| Villa La Billardière                                                                    | Hanches                                  | Eure-et-Loir            | Centre-Val de Loire        | Inscrit    | Notice no PA28000047                                                                | 48° 36′ 03″ nord, 1° 39′ 20″ est                                  |       |
| Église Saint-Pierre-et-Saint-Paul                                                       | Varize                                   | Eure-et-Loir            | Centre-Val de Loire        | Inscrit    | Notice no PA00097232                                                                | 48° 05′ 47″ nord, 1° 30′ 49″ est                                  |       |
| Auberge de jeunesse du Moulin Blanc                                                     | Brest                                    | Finistère               | Bretagne                   | Inscrit    | Notice no PA29000102                                                                | 48° 23′ 39″ nord, 4° 26′ 07″ ouest                                |       |
| Église Saint-Louis de Brest                                                             | Brest                                    | Finistère               | Bretagne                   | Inscrit    | Notice no PA29000104                                                                | 48° 23′ 20″ nord, 4° 29′ 25″ ouest                                |       |
| Gare de Brest                                                                           | Brest                                    | Finistère               | Bretagne                   | Inscrit    | Notice no PA29000103                                                                | 48° 23′ 04″ nord, 4° 28′ 50″ ouest                                |       |
| Église Saint-Pierre de Guimaëc                                                          | Guimaëc                                  | Finistère               | Bretagne                   | Inscrit    | Notice no PA00089996                                                                | 48° 40′ 03″ nord, 3° 42′ 30″ ouest                                |       |
| Église Saint-Pierre-et-Saint-Paul                                                       | Guipavas                                 | Finistère               | Bretagne                   | Inscrit    | Notice no PA00090000                                                                | 48° 26′ 04″ nord, 4° 24′ 05″ ouest                                |       |
| Moulin de Coatanscour                                                                   | Plourin-lès-Morlaix                      | Finistère               | Bretagne                   | Inscrit    | Notice no PA00090266                                                                | 48° 29′ 36″ nord, 3° 46′ 26″ ouest                                |       |
| Monument aux morts d'Alès                                                               | Alès                                     | Gard                    | Occitanie                  | Inscrit    | Notice no PA30000128                                                                | 44° 07′ 32″ nord, 4° 04′ 34″ est                                  |       |
| Monument aux morts de Beaucaire                                                         | Beaucaire                                | Gard                    | Occitanie                  | Inscrit    | Notice no PA30000129                                                                | 43° 48′ 30″ nord, 4° 37′ 55″ est                                  |       |
| Monument aux morts de Gallargues-le-Montueux                                            | Gallargues-le-Montueux                   | Gard                    | Occitanie                  | Inscrit    | Notice no PA30000130                                                                | 43° 43′ 21″ nord, 4° 10′ 24″ est                                  |       |
| Monument aux morts de La Grand-Combe                                                    | La Grand-Combe                           | Gard                    | Occitanie                  | Inscrit    | Notice no PA30000131                                                                | 43° 43′ 21″ nord, 4° 10′ 24″ est                                  |       |
| Monument aux morts de Nîmes                                                             | Nîmes                                    | Gard                    | Occitanie                  | Inscrit    | Notice no PA30000132                                                                | 43° 50′ 03″ nord, 4° 21′ 41″ est                                  |       |
| Monument aux morts de Saint-Hippolyte-du-Fort                                           | Saint-Hippolyte-du-Fort                  | Gard                    | Occitanie                  | Inscrit    | Notice no PA30000133                                                                | 43° 57′ 58″ nord, 3° 51′ 31″ est                                  |       |
| Château d'Avéjan                                                                        | Saint-Jean-de-Maruéjols-et-Avéjan        | Gard                    | Occitanie                  | Inscrit    | Notice no PA30000127                                                                | 44° 16′ 30″ nord, 4° 18′ 35″ est                                  |       |
| Monument aux morts de Saint-Jean-du-Gard                                                | Saint-Jean-du-Gard                       | Gard                    | Occitanie                  | Inscrit    | Notice no PA30000134                                                                | 44° 06′ 18″ nord, 3° 52′ 53″ est                                  |       |
| Maison de Pierre Paulin                                                                 | Saint-Roman-de-Codières                  | Gard                    | Occitanie                  | Inscrit    | Notice no PA30000135                                                                | 44° 00′ 51″ nord, 3° 47′ 01″ est                                  |       |
| Ancienne abbaye de Saint-Gilles                                                         | Saint-Gilles-du-Gard                     | Gard                    | Occitanie                  | Classé     | Notice no PA00103205                                                                | 43° 40′ 24″ nord, 4° 25′ 56″ est                                  |       |
| Monument des trois Maréchaux                                                            | Saint-Gaudens                            | Haute-Garonne           | Occitanie                  | Inscrit    | Notice no PA31000098                                                                | 43° 06′ 26″ nord, 0° 43′ 30″ est                                  |       |
| Monument aux morts de Saint-Gaudens                                                     | Saint-Gaudens                            | Haute-Garonne           | Occitanie                  | Inscrit    | Notice no PA31000099                                                                | 43° 06′ 25″ nord, 0° 43′ 31″ est                                  |       |
| musée des Augustins                                                                     | Toulouse                                 | Haute-Garonne           | Occitanie                  | Classé     | Notice no PA00094571                                                                | 43° 35′ 51″ nord, 1° 26′ 47″ est                                  |       |
| hôtel des chevaliers de Saint-Jean-de-Jérusalem                                         | Toulouse                                 | Haute-Garonne           | Occitanie                  | Classé     | Notice no PA00094510                                                                | 43° 35′ 37″ nord, 1° 26′ 33″ est                                  |       |
| Pont des Catalans                                                                       | Toulouse                                 | Haute-Garonne           | Occitanie                  | Inscrit    | Notice no PA31000097                                                                | 43° 36′ 00″ nord, 1° 25′ 41″ est                                  |       |
| monument au sport et à Mayssonnié                                                       | Toulouse                                 | Haute-Garonne           | Occitanie                  | Inscrit    | Notice no PA31000100                                                                | 43° 36′ 15″ nord, 1° 25′ 40″ est                                  |       |
| Monument aux morts des quartiers de Bayard, Matabiau, Concorde et Chalets               | Toulouse                                 | Haute-Garonne           | Occitanie                  | Inscrit    | Notice no PA31000101                                                                | 43° 36′ 45″ nord, 1° 26′ 54″ est                                  |       |
| Monument aux combattants de la Haute-Garonne                                            | Toulouse                                 | Haute-Garonne           | Occitanie                  | Inscrit    | Notice no PA31000102                                                                | 43° 36′ 00″ nord, 1° 27′ 07″ est                                  |       |
| Hôtel particulier Calestroupat                                                          | Toulouse                                 | Haute-Garonne           | Occitanie                  | Inscrit    | Notice no PA31000103                                                                | 43° 35′ 49″ nord, 1° 27′ 10″ est                                  |       |
| Immeuble : 2 square Boulingrin                                                          | Toulouse                                 | Haute-Garonne           | Occitanie                  | Inscrit    | Notice no PA31000104                                                                | 43° 35′ 48″ nord, 1° 27′ 11″ est                                  |       |
| Maison : 3 square Boulingrin                                                            | Toulouse                                 | Haute-Garonne           | Occitanie                  | Inscrit    | Notice no PA31000105                                                                | 43° 35′ 48″ nord, 1° 27′ 12″ est                                  |       |
| Immeuble : 4 square Boulingrin                                                          | Toulouse                                 | Haute-Garonne           | Occitanie                  | Inscrit    | Notice no PA31000106                                                                | 43° 35′ 47″ nord, 1° 27′ 13″ est                                  |       |
| Immeuble : 2 rue de la Brasserie                                                        | Toulouse                                 | Haute-Garonne           | Occitanie                  | Inscrit    | Notice no PA31000109                                                                | 43° 35′ 49″ nord, 1° 27′ 10″ est                                  |       |
| Immeuble : 4 rue de la Brasserie                                                        | Toulouse                                 | Haute-Garonne           | Occitanie                  | Inscrit    | Notice no PA31000107                                                                | 43° 35′ 49″ nord, 1° 27′ 11″ est                                  |       |
| Immeuble : 6 rue de la Brasserie                                                        | Toulouse                                 | Haute-Garonne           | Occitanie                  | Inscrit    | Notice no PA31000108                                                                | 43° 35′ 49″ nord, 1° 27′ 12″ est                                  |       |
| Immeuble : 1 rue des potiers                                                            | Toulouse                                 | Haute-Garonne           | Occitanie                  | Inscrit    | Notice no PA31000110                                                                | 43° 35′ 49″ nord, 1° 27′ 13″ est                                  |       |
| Église de la Nativité-Notre-Dame                                                        | Bassoues                                 | Gers                    | Occitanie                  | Inscrit    | Notice no PA32000047                                                                | 43° 34′ 44″ nord, 0° 14′ 45″ est                                  |       |
| Monument aux morts de Condom                                                            | Condom                                   | Gers                    | Occitanie                  | Inscrit    | Notice no PA32000048                                                                | 43° 57′ 24″ nord, 0° 22′ 32″ est                                  |       |
| Monument aux morts de Lectoure                                                          | Lectoure                                 | Gers                    | Occitanie                  | Inscrit    | Notice no PA32000049                                                                | 43° 56′ 01″ nord, 0° 37′ 37″ est                                  |       |
| Tannerie royale                                                                         | Lectoure                                 | Gers                    | Occitanie                  | Inscrit    | Notice no PA32000020                                                                | 43° 55′ 55″ nord, 0° 37′ 28″ est                                  |       |
| Église Saint-Pierre                                                                     | Vic-Fezensac                             | Gers                    | Occitanie                  | Inscrit    | Notice no PA32000046                                                                | 43° 45′ 34″ nord, 0° 18′ 08″ est                                  |       |
| ancien château d'eau de la gare Saint-Jean                                              | Bordeaux                                 | Gironde                 | Nouvelle-Aquitaine         | Inscrit    | Notice no PA33000210                                                                | 44° 49′ 16″ nord, 0° 33′ 34″ ouest                                |       |
| Hôtel de Lalande                                                                        | Bordeaux                                 | Gironde                 | Nouvelle-Aquitaine         | Inscrit    | Notice no PA33000203                                                                | 44° 50′ 07″ nord, 0° 34′ 48″ ouest                                |       |
| Hôtel de la Marine                                                                      | Bordeaux                                 | Gironde                 | Nouvelle-Aquitaine         | Inscrit    | Notice no PA00083200                                                                | 44° 50′ 31″ nord, 0° 34′ 41″ ouest                                |       |
| château Beauséjour                                                                      | Montagne                                 | Gironde                 | Nouvelle-Aquitaine         | Inscrit    | Notice no PA33000209                                                                | 44° 56′ 05″ nord, 0° 07′ 45″ ouest                                |       |
| Chai du château Lagueloup                                                               | Portets                                  | Gironde                 | Nouvelle-Aquitaine         | Inscrit    | Notice no PA33000211                                                                | 44° 41′ 52″ nord, 0° 25′ 20″ ouest                                |       |
| Monument aux morts de Camplong                                                          | Camplong                                 | Hérault                 | Occitanie                  | Inscrit    | Notice no PA34000121                                                                | 43° 40′ 31″ nord, 3° 07′ 07″ est                                  |       |
| Maison du bailly ou « manoir de Toulouse-Lautrec »                                      | La Tour-sur-Orb                          | Hérault                 | Occitanie                  | Inscrit    | Notice no PA34000122                                                                | 43° 39′ 10″ nord, 3° 07′ 48″ est                                  |       |
| Hôtel de Varennes                                                                       | Montpellier                              | Hérault                 | Occitanie                  | Inscrit    | Notice no PA00103594                                                                | 43° 36′ 26″ nord, 3° 52′ 43″ est                                  |       |
| Hôtel Baschy-du-Cayla                                                                   | Montpellier                              | Hérault                 | Occitanie                  | Inscrit    | Notice no PA00103547                                                                | 43° 36′ 25″ nord, 3° 52′ 43″ est                                  |       |
| Monument aux morts de Montpellier                                                       | Montpellier                              | Hérault                 | Occitanie                  | Inscrit    | Notice no PA34000123                                                                | 43° 36′ 38″ nord, 3° 52′ 58″ est                                  |       |
| Monument aux morts de Pézenas                                                           | Pézenas                                  | Hérault                 | Occitanie                  | Inscrit    | Notice no PA34000124                                                                | 43° 27′ 42″ nord, 3° 25′ 12″ est                                  |       |
| Moulin de Roquemengarde et le seuil de Roquemengarde                                    | Saint-Pons-de-Mauchiens/Usclas-d'Hérault | Hérault                 | Occitanie                  | Inscrit    | Notice no PA00103706                                                                | 43° 31′ 13″ nord, 3° 28′ 45″ est                                  |       |
| Monument aux morts de Sète                                                              | Sète                                     | Hérault                 | Occitanie                  | Inscrit    | Notice no PA34000125                                                                | 43° 24′ 14″ nord, 3° 41′ 34″ est                                  |       |
| Église Saint-Pierre                                                                     | Châteaubourg                             | Ille-et-Vilaine         | Bretagne                   | Inscrit    | Notice no PA35000082                                                                | 48° 06′ 22″ nord, 1° 24′ 18″ ouest                                |       |
| Manoir du Boberil                                                                       | L'Hermitage                              | Ille-et-Vilaine         | Bretagne                   | Inscrit    | Notice no PA35000081                                                                | 48° 06′ 31″ nord, 1° 49′ 27″ ouest                                |       |
| Maison : 21 allée Coysevox                                                              | Rennes                                   | Ille-et-Vilaine         | Bretagne                   | Inscrit    | Notice no PA35000083                                                                | 48° 06′ 47″ nord, 1° 40′ 57″ ouest                                |       |
| Maison Novello                                                                          | Rennes                                   | Ille-et-Vilaine         | Bretagne                   | Inscrit    | Notice no PA35000084                                                                | 48° 06′ 22″ nord, 1° 41′ 30″ ouest                                |       |
| parties de l'enceinte urbaine fortifiée                                                 | Rennes                                   | Ille-et-Vilaine         | Bretagne                   | Inscrit    | Notice no PA35000085                                                                | 48° 06′ 30″ nord, 1° 41′ 06″ ouest                                |       |
| Château du Rocher-Portail                                                               | Maen Roch                                | Ille-et-Vilaine         | Bretagne                   | Classé     | Notice no PA00090768                                                                | 48° 25′ 52″ nord, 1° 21′ 26″ ouest                                |       |
| Gisement paléolithique de Roche-Cotard                                                  | Langeais                                 | Indre-et-Loire          | Centre-Val de Loire        | Inscrit    | Notice no PA37000038                                                                | 47° 20′ 00″ nord, 0° 25′ 51″ est                                  |       |
| Hôtel de Bourrouilhan                                                                   | Saint-Sever                              | Landes                  | Nouvelle-Aquitaine         | Inscrit    | Notice no PA40000095                                                                | 43° 45′ 29″ nord, 0° 34′ 19″ ouest                                |       |
| Château des Bordes                                                                      | Pontlevoy                                | Loir-et-Cher            | Centre-Val de Loire        | Inscrit    | Notice no PA41000008                                                                | 47° 24′ 30″ nord, 1° 13′ 34″ est                                  |       |
| Église Saint-Denis                                                                      | Villexanton                              | Loir-et-Cher            | Centre-Val de Loire        | Inscrit    | Notice no PA41000073                                                                | 47° 44′ 32″ nord, 1° 25′ 17″ est                                  |       |
| Maison noble de Rochefort                                                               | La Haie-Fouassière                       | Loire-Atlantique        | Pays de la Loire           | Inscrit    | Notice no PA44000064                                                                | 47° 09′ 17″ nord, 1° 24′ 16″ ouest                                |       |
| Maison Trochon                                                                          | Nantes                                   | Loire-Atlantique        | Pays de la Loire           | Inscrit    | Notice no PA00108749                                                                | 47° 12′ 29″ nord, 1° 33′ 39″ ouest                                |       |
| Château de Pornic                                                                       | Pornic                                   | Loire-Atlantique        | Pays de la Loire           | Inscrit    | Notice no PA00108773                                                                | 47° 06′ 38″ nord, 2° 06′ 20″ ouest                                |       |
| Château du Coing                                                                        | Saint-Fiacre-sur-Maine                   | Loire-Atlantique        | Pays de la Loire           | Inscrit    | Notice no PA44000065                                                                | 47° 08′ 59″ nord, 1° 26′ 41″ ouest                                |       |
| Monument à Frédéric Bapterosses                                                         | Briare                                   | Loiret                  | Centre-Val de Loire        | Inscrit    | Notice no PA45000052                                                                | 47° 38′ 32″ nord, 2° 44′ 00″ est                                  |       |
| Monument à Jean-Félix Bapterosses                                                       | Briare                                   | Loiret                  | Centre-Val de Loire        | Inscrit    | Notice no PA45000053                                                                | 47° 38′ 18″ nord, 2° 44′ 19″ est                                  |       |
| Monument aux morts de Figeac                                                            | Figeac                                   | Lot                     | Occitanie                  | Inscrit    | Notice no PA46000070                                                                | 44° 36′ 48″ nord, 2° 01′ 59″ est                                  |       |
| Monument aux morts de Gramat                                                            | Gramat                                   | Lot                     | Occitanie                  | Inscrit    | Notice no PA46000071                                                                | 44° 46′ 47″ nord, 1° 43′ 37″ est                                  |       |
| Hôtel Hutot de Latour                                                                   | Agen                                     | Lot-et-Garonne          | Nouvelle-Aquitaine         | Inscrit    | Notice no PA00084046                                                                | 44° 46′ 47″ nord, 1° 43′ 37″ est                                  |       |
| Maison Roigt                                                                            | Sainte-Bazeille                          | Lot-et-Garonne          | Nouvelle-Aquitaine         | Inscrit    | Notice no PA47000100                                                                | 44° 31′ 46″ nord, 0° 05′ 32″ est                                  |       |
| Monument aux morts de Langogne                                                          | Langogne                                 | Lozère                  | Occitanie                  | Inscrit    | Notice no PA48000023                                                                | 44° 43′ 34″ nord, 3° 51′ 18″ est                                  |       |
| Monument aux morts de Saint-Chély-d'Apcher                                              | Saint-Chély-d'Apcher                     | Lozère                  | Occitanie                  | Inscrit    | Notice no PA48000024                                                                | 44° 48′ 08″ nord, 3° 16′ 38″ est                                  |       |
| Château de Cunault                                                                      | Gennes-Val-de-Loire                      | Maine-et-Loire          | Pays de la Loire           | Inscrit    | Notice no PA49000097                                                                | 47° 19′ 50″ nord, 0° 12′ 05″ ouest                                |       |
| Château de Montreuil-sur-Loir                                                           | Montreuil-sur-Loir                       | Maine-et-Loire          | Pays de la Loire           | Inscrit    | Notice no PA49000098                                                                | 47° 36′ 34″ nord, 0° 24′ 17″ ouest                                |       |
| Ensemble architectural de l'hôtel de ville, du beffroi et de la halle                   | Saint-Lô                                 | Manche                  | Normandie                  | Inscrit    | Notice no PA50000089                                                                | 49° 06′ 46″ nord, 1° 05′ 28″ ouest                                |       |
| Ensemble architectural du théâtre et de la salle des fêtes                              | Saint-Lô                                 | Manche                  | Normandie                  | Inscrit    | Notice no PA50000090                                                                | 49° 06′ 40″ nord, 1° 05′ 28″ ouest                                |       |
| Maison : cheminée                                                                       | Laval                                    | Mayenne                 | Pays de la Loire           | Inscrit    | Notice no PA53000039                                                                | 48° 04′ 01″ nord, 0° 45′ 45″ ouest                                |       |
| Église Saint-Martin                                                                     | Louvigné                                 | Mayenne                 | Pays de la Loire           | Inscrit    | Notice no PA53000037                                                                | 48° 03′ 26″ nord, 0° 37′ 49″ ouest                                |       |
| Château des Bois                                                                        | Saint-Pierre-sur-Orthe                   | Mayenne                 | Pays de la Loire           | Inscrit    | Notice no PA53000038                                                                | 48° 12′ 35″ nord, 0° 11′ 11″ ouest                                |       |
| Théâtre municipal de Verdun                                                             | Verdun                                   | Meuse                   | Grand Est                  | Inscrit    | Notice no PA55000050                                                                | 49° 09′ 33″ nord, 5° 23′ 04″ est                                  |       |
| Chapelle Sainte-Barbe                                                                   | Noyal-Pontivy                            | Morbihan                | Bretagne                   | Inscrit    | Notice no PA56000086                                                                | 48° 00′ 22″ nord, 2° 53′ 56″ ouest                                |       |
| Basilique Notre-Dame-de-la-Joie                                                         | Pontivy                                  | Morbihan                | Bretagne                   | Inscrit    | Notice no PA00091571                                                                | 48° 04′ 03″ nord, 2° 57′ 58″ ouest                                |       |
| Magasin à fourrages                                                                     | Pontivy                                  | Morbihan                | Bretagne                   | Inscrit    | Notice no PA56000085                                                                | 48° 03′ 47″ nord, 2° 58′ 08″ ouest                                |       |
| Château de Challement                                                                   | Challement                               | Nièvre                  | Bourgogne-Franche-Comté    | Inscrit    | Notice no PA58000049                                                                | 47° 18′ 51″ nord, 3° 35′ 18″ est                                  |       |
| Château de Passy-les-Tours                                                              | Varennes-lès-Narcy                       | Nièvre                  | Bourgogne-Franche-Comté    | Inscrit    | Notice no PA00113040                                                                | 47° 12′ 55″ nord, 3° 04′ 33″ est                                  |       |
| Église Sainte-Eugénie                                                                   | Varzy                                    | Nièvre                  | Bourgogne-Franche-Comté    | Inscrit    | Notice no PA00113042                                                                | 47° 21′ 29″ nord, 3° 23′ 01″ est                                  |       |
| Quartier de Caux                                                                        | Douai                                    | Nord                    | Hauts-de-France            | Inscrit    | Notice no PA59000199                                                                | 50° 22′ 14″ nord, 3° 04′ 11″ est                                  |       |
| Hôtel du Dauphin                                                                        | Douai                                    | Nord                    | Hauts-de-France            | Inscrit    | Notice no PA00107456                                                                | 50° 22′ 03″ nord, 3° 04′ 57″ est                                  |       |
| Ferme du Tilleul                                                                        | Sainghin-en-Mélantois                    | Nord                    | Hauts-de-France            | Inscrit    | Notice no PA59000200                                                                | 50° 35′ 13″ nord, 3° 10′ 01″ est                                  |       |
| Château d'Annel                                                                         | Longueil-Annel                           | Oise                    | Hauts-de-France            | Inscrit    | Notice no PA60000099                                                                | 49° 27′ 41″ nord, 2° 50′ 40″ est                                  |       |
| Fontaine Saint-Lin                                                                      | Belfonds                                 | Orne                    | Normandie                  | Inscrit    | Notice no PA00110980                                                                | 48° 37′ 13″ nord, 0° 05′ 54″ est                                  |       |
| Ancien quartier Schramm : pavillon Saint-Nicaise                                        | Arras                                    | Pas-de-Calais           | Hauts-de-France            | Inscrit    | Notice no PA00107983                                                                | 50° 17′ 24″ nord, 2° 45′ 59″ est                                  |       |
| Église Saint-Vaast                                                                      | Béthune                                  | Pas-de-Calais           | Hauts-de-France            | Inscrit    | Notice no PA62000157                                                                | 50° 31′ 45″ nord, 2° 38′ 18″ est                                  |       |
| Monument aux morts 1914-1918                                                            | Béthune                                  | Pas-de-Calais           | Hauts-de-France            | Inscrit    | Notice no PA62000158                                                                | 50° 31′ 54″ nord, 2° 38′ 14″ est                                  |       |
| Palais de justice                                                                       | Béthune                                  | Pas-de-Calais           | Hauts-de-France            | Inscrit    | Notice no PA62000159                                                                | 50° 32′ 06″ nord, 2° 38′ 06″ est                                  |       |
| Église Saint-Maurice                                                                    | Ficheux                                  | Pas-de-Calais           | Hauts-de-France            | Inscrit    | Notice no PA62000160                                                                | 50° 13′ 33″ nord, 2° 44′ 11″ est                                  |       |
| Plateau de l'oppidum de Gergovie                                                        | La Roche-Blanche                         | Puy-de-Dôme             | Auvergne-Rhône-Alpes       | Classé     | Notice no PA63000114                                                                | 45° 41′ 36″ nord, 3° 07′ 07″ est                                  |       |
| Maison Auriol                                                                           | Gabaston                                 | Pyrénées-Atlantiques    | Nouvelle-Aquitaine         | Inscrit    | Notice no PA64000113                                                                | 43° 21′ 15″ nord, 0° 13′ 55″ ouest                                |       |
| Chemin de croix du XXe siècle du monastère                                              | Sarrance                                 | Pyrénées-Atlantiques    | Nouvelle-Aquitaine         | Inscrit    | Notice no PA00084521                                                                | 43° 02′ 47″ nord, 0° 36′ 17″ ouest                                |       |
| Monument aux morts de Bagnères-de-Bigorre                                               | Bagnères-de-Bigorre                      | Hautes-Pyrénées         | Occitanie                  | Inscrit    | Notice no PA65000023                                                                | 43° 04′ 01″ nord, 0° 08′ 55″ est                                  |       |
| Monument aux morts de Campan                                                            | Campan                                   | Hautes-Pyrénées         | Occitanie                  | Inscrit    | Notice no PA65000024                                                                | 43° 01′ 00″ nord, 0° 10′ 38″ est                                  |       |
| Église Saint-Martin                                                                     | Orignac                                  | Hautes-Pyrénées         | Occitanie                  | Inscrit    | Notice no PA65000025                                                                | 43° 07′ 10″ nord, 0° 10′ 06″ est                                  |       |
| Monument aux morts de Banyuls-sur-Mer                                                   | Banyuls-sur-Mer                          | Pyrénées-Orientales     | Occitanie                  | Inscrit    | Notice no PA66000053                                                                | 42° 28′ 51″ nord, 3° 07′ 46″ est                                  |       |
| Monument aux morts d'Estagel                                                            | Estagel                                  | Pyrénées-Orientales     | Occitanie                  | Inscrit    | Notice no PA66000054                                                                | 42° 46′ 12″ nord, 2° 41′ 53″ est                                  |       |
| Monument aux morts de Perpignan                                                         | Perpignan                                | Pyrénées-Orientales     | Occitanie                  | Inscrit    | Notice no PA66000055                                                                | 42° 42′ 09″ nord, 2° 53′ 55″ est                                  |       |
| Monument aux morts de Prades                                                            | Prades                                   | Pyrénées-Orientales     | Occitanie                  | Inscrit    | Notice no PA66000056                                                                | 42° 36′ 49″ nord, 2° 25′ 38″ est                                  |       |
| Forteresse de Salses                                                                    | Salses-le-Château                        | Pyrénées-Orientales     | Occitanie                  | Classé     | Notice no PA00104129                                                                | 42° 50′ 10″ nord, 2° 55′ 06″ est                                  |       |
| Monument aux morts de Thuir                                                             | Thuir                                    | Pyrénées-Orientales     | Occitanie                  | Inscrit    | Notice no PA66000057                                                                | 42° 50′ 10″ nord, 2° 55′ 06″ est                                  |       |
| Brasserie Fischer                                                                       | Schiltigheim                             | Bas-Rhin                | Grand Est                  | Inscrit    | Notice no PA67000104                                                                | 48° 35′ 50″ nord, 7° 44′ 35″ est                                  |       |
| Maison La Prévôté                                                                       | Lyon                                     | Métropole de Lyon       | Auvergne-Rhône-Alpes       | Inscrit    | Notice no PA69000059                                                                | 45° 47′ 52″ nord, 4° 50′ 01″ est                                  |       |
| Aqueduc du Gier : quatre tronçons de La Condamine, Corsanat, Le Mornantet, Le Villard   | Mornant                                  | Rhône                   | Auvergne-Rhône-Alpes       | Inscrit    | Notice no PA69000060 Notice no PA69000061 Notice no PA69000062 Notice no PA69000063 | 45° 37′ 17″ nord, 4° 39′ 57″ est                                  |       |
| Auberge de jeunesse                                                                     | Port-sur-Saône                           | Haute-Saône             | Bourgogne-Franche-Comté    | Inscrit    | Notice no PA70000117                                                                | 47° 40′ 55″ nord, 6° 02′ 33″ est                                  |       |
| École Saint-Valère                                                                      | Port-sur-Saône                           | Haute-Saône             | Bourgogne-Franche-Comté    | Inscrit    | Notice no PA70000118                                                                | 47° 41′ 30″ nord, 6° 02′ 18″ est                                  |       |
| Église Saint-Étienne                                                                    | Chiddes                                  | Saône-et-Loire          | Bourgogne-Franche-Comté    | Inscrit    | Notice no PA00113213                                                                | 46° 27′ 25″ nord, 4° 30′ 52″ est                                  |       |
| Château d'Estours                                                                       | Crêches-sur-Saône                        | Saône-et-Loire          | Bourgogne-Franche-Comté    | Inscrit    | Notice no PA00113250                                                                | 46° 14′ 27″ nord, 4° 47′ 24″ est                                  |       |
| Maison villageoise                                                                      | Hurigny                                  | Saône-et-Loire          | Bourgogne-Franche-Comté    | Inscrit    | Notice no PA71000088                                                                | 46° 20′ 58″ nord, 4° 47′ 46″ est                                  |       |
| Église Sainte-Madeleine                                                                 | Péronne                                  | Saône-et-Loire          | Bourgogne-Franche-Comté    | Inscrit    | Notice no PA00113387                                                                | 46° 26′ 17″ nord, 4° 48′ 38″ est                                  |       |
| Ancien auditoire de justice dite Maison Jeanne-d'Arc                                    | Contilly                                 | Sarthe                  | Pays de la Loire           | Inscrit    | Notice no PA72000055                                                                | 48° 24′ 03″ nord, 0° 22′ 11″ est                                  |       |
| Ancienne église Saint-Maximin-de-Montreuil                                              | Joué-en-Charnie                          | Sarthe                  | Pays de la Loire           | Inscrit    | Notice no PA72000056                                                                | 48° 00′ 57″ nord, 0° 10′ 29″ ouest                                |       |
| Église Saint-Jean-Baptiste                                                              | Saint-Jean-des-Échelles                  | Sarthe                  | Pays de la Loire           | Inscrit    | Notice no PA72000057                                                                | 48° 07′ 47″ nord, 0° 42′ 47″ est                                  |       |
| Gare haute du téléphérique du Salève                                                    | Monnetier-Mornex                         | Haute-Savoie            | Auvergne-Rhône-Alpes       | Inscrit    | Notice no PA74000035                                                                | 46° 08′ 58″ nord, 6° 11′ 48″ est                                  |       |
| Chalet Sol i Neu                                                                        | Morzine                                  | Haute-Savoie            | Auvergne-Rhône-Alpes       | Inscrit    | Notice no PA74000034                                                                | 46° 11′ 00″ nord, 6° 42′ 27″ est                                  |       |
| Tribunal de commerce                                                                    | Paris 4e arr.                            | Paris                   | Île-de-France              | Inscrit    | Notice no PA75040009                                                                | 48° 51′ 21″ nord, 2° 20′ 49″ est                                  |       |
| Jardin du cinéma La Pagode                                                              | Paris 7e arr.                            | Paris                   | Île-de-France              | Classé     | Notice no PA00088680                                                                | 48° 50′ 54″ nord, 2° 18′ 59″ est                                  |       |
| Église Saint-François-Xavier                                                            | Paris 7e arr.                            | Paris                   | Île-de-France              | Inscrit    | Notice no PA75070008                                                                | 48° 50′ 51″ nord, 2° 18′ 48″ est                                  |       |
| Hôtel de Seignelay                                                                      | Paris 7e arr.                            | Paris                   | Île-de-France              | Classé     | Notice no PA00088738                                                                | 48° 51′ 29″ nord, 2° 19′ 19″ est                                  |       |
| Église Sainte-Anne de la Butte-aux-Cailles                                              | Paris 13e arr.                           | Paris                   | Île-de-France              | Inscrit    | Notice no PA75130007                                                                | 48° 49′ 22″ nord, 2° 21′ 00″ est                                  |       |
| Maison Jean-Lurçat                                                                      | Paris 14e arr.                           | Paris                   | Île-de-France              | Classé     | Notice no PA00086639                                                                | 48° 49′ 35″ nord, 2° 19′ 56″ est                                  |       |
| Maison de la Radio                                                                      | Paris 16e arr.                           | Paris                   | Île-de-France              | Inscrit    | Notice no PA75160011                                                                | 48° 50′ 57″ nord, 2° 16′ 40″ est                                  |       |
| Église Notre-Dame-d'Auteuil                                                             | Paris 16e arr.                           | Paris                   | Île-de-France              | Inscrit    | Notice no PA75160010                                                                | 48° 50′ 38″ nord, 2° 16′ 10″ est                                  |       |
| Église Saint-Joseph                                                                     | Le Havre                                 | Seine-Maritime          | Normandie                  | Classé     | Notice no PA00100697                                                                | 49° 29′ 16″ nord, 0° 06′ 04″ est                                  |       |
| Logis du château de la Petite-Heuze                                                     | Les Grandes-Ventes                       | Seine-Maritime          | Normandie                  | Classé     | Notice no PA76000097                                                                | 49° 46′ 25″ nord, 1° 14′ 10″ est                                  |       |
| Vestiges archéologiques : le Rocher au barbu et la grotte de la Hache                   | Buthiers                                 | Seine-et-Marne          | Île-de-France              | Inscrit    | Notice no PA77000034                                                                | 48° 17′ 42″ nord, 2° 26′ 22″ est 48° 17′ 38″ nord, 2° 26′ 19″ est |       |
| Grande Tombe de Villeroy                                                                | Chauconin-Neufmontiers                   | Seine-et-Marne          | Île-de-France              | Inscrit    | Notice no PA77000035                                                                | 48° 58′ 15″ nord, 2° 50′ 19″ est                                  |       |
| Domaine de la Bretèche                                                                  | Saint-Nom-la-Bretèche                    | Yvelines                | Île-de-France              | Inscrit    | Notice no PA78000483                                                                | 48° 51′ 54″ nord, 2° 01′ 47″ est                                  |       |
| Villa Clairbois                                                                         | Rambouillet                              | Yvelines                | Île-de-France              | Inscrit    | Notice no PA78000037                                                                | 48° 39′ 15″ nord, 1° 51′ 45″ est                                  |       |
| Église Notre-Dame-de-l'Assomption                                                       | Rochefort-en-Yvelines                    | Yvelines                | Île-de-France              | Inscrit    | Notice no PA00087590                                                                | 48° 35′ 05″ nord, 1° 59′ 25″ est                                  |       |
| Château de Glénay                                                                       | Glénay                                   | Deux-Sèvres             | Nouvelle-Aquitaine         | Inscrit    | Notice no PA00135590                                                                | 46° 51′ 18″ nord, 0° 15′ 35″ ouest                                |       |
| Chapelle Saint-Joseph de La Chapelle-Largeau                                            | Mauléon                                  | Deux-Sèvres             | Nouvelle-Aquitaine         | Inscrit    | Notice no PA79000047                                                                | 46° 56′ 54″ nord, 0° 50′ 08″ ouest                                |       |
| Château d'Yzengremer                                                                    | Yzengremer                               | Somme                   | Hauts-de-France            | Inscrit    | Notice no PA80000105                                                                | 50° 03′ 29″ nord, 1° 31′ 07″ est                                  |       |
| Monument aux morts d'Albi                                                               | Albi                                     | Tarn                    | Occitanie                  | Inscrit    | Notice no PA81000057                                                                | 43° 55′ 34″ nord, 2° 08′ 36″ est                                  |       |
| Monument aux morts de Carmaux                                                           | Carmaux                                  | Tarn                    | Occitanie                  | Inscrit    | Notice no PA81000058                                                                | 44° 02′ 53″ nord, 2° 09′ 48″ est                                  |       |
| Église Saint-Corneille                                                                  | Puycelsi                                 | Tarn                    | Occitanie                  | Inscrit    | Notice no PA81000056                                                                | 43° 59′ 35″ nord, 1° 42′ 37″ est                                  |       |
| Maison : 14, rue Guilhem-Peyre                                                          | Saint-Antonin-Noble-Val                  | Tarn-et-Garonne         | Occitanie                  | Inscrit    | Notice no PA82000040                                                                | 44° 09′ 06″ nord, 1° 45′ 21″ est                                  |       |
| Maison : 16, rue Guilhem-Peyre                                                          | Saint-Antonin-Noble-Val                  | Tarn-et-Garonne         | Occitanie                  | Inscrit    | Notice no PA82000041                                                                | 44° 09′ 06″ nord, 1° 45′ 20″ est                                  |       |
| Monument aux morts de Valence-d'Agen                                                    | Valence-d'Agen                           | Tarn-et-Garonne         | Occitanie                  | Inscrit    | Notice no PA82000039                                                                | 44° 06′ 33″ nord, 0° 53′ 29″ est                                  |       |
| Villa La Favorite                                                                       | Hyères                                   | Var                     | Provence-Alpes-Côte d'Azur | Inscrit    | Notice no PA83000043                                                                | 43° 07′ 23″ nord, 6° 08′ 15″ est                                  |       |
| Église Saint-Pierre                                                                     | Salernes                                 | Var                     | Provence-Alpes-Côte d'Azur | Inscrit    | Notice no PA83000040                                                                | 43° 33′ 50″ nord, 6° 13′ 55″ est                                  |       |
| Minoterie de Saint-Barthélemy                                                           | Salernes                                 | Var                     | Provence-Alpes-Côte d'Azur | Inscrit    | Notice no PA83000041                                                                | 43° 33′ 55″ nord, 6° 13′ 57″ est                                  |       |
| Ancien cercle naval de Toulon                                                           | Toulon                                   | Var                     | Provence-Alpes-Côte d'Azur | Inscrit    | Notice no PA83000042                                                                | 43° 07′ 18″ nord, 5° 55′ 43″ est                                  |       |
| Tour Sarrazine                                                                          | Camaret-sur-Aigues                       | Vaucluse                | Provence-Alpes-Côte d'Azur | Inscrit    | Notice no PA84000075                                                                |                                                                   |       |
| propriété Vasarely aux Devens                                                           | Gordes                                   | Vaucluse                | Provence-Alpes-Côte d'Azur | Inscrit    | Notice no PA84000076                                                                | 43° 54′ 35″ nord, 5° 11′ 25″ est                                  |       |
| Hôtel de Varvarenne                                                                     | L'Isle-sur-la-Sorgue                     | Vaucluse                | Provence-Alpes-Côte d'Azur | Inscrit    | Notice no PA84000078                                                                | 43° 55′ 13″ nord, 5° 03′ 03″ est                                  |       |
| Église Saint-Florent                                                                    | Orange                                   | Vaucluse                | Provence-Alpes-Côte d'Azur | Inscrit    | Notice no PA84000077                                                                | 44° 07′ 58″ nord, 4° 48′ 35″ est                                  |       |
| ancienne cathédrale Notre-Dame-de-Nazareth : bras sud du transept                       | Orange                                   | Vaucluse                | Provence-Alpes-Côte d'Azur | Inscrit    | Notice no PA00082100                                                                | 43° 56′ 07″ nord, 5° 06′ 24″ est                                  |       |
| Château de Saumane                                                                      | Saumane-de-Vaucluse                      | Vaucluse                | Provence-Alpes-Côte d'Azur | Inscrit    | Notice no PA00082162                                                                | 43° 56′ 07″ nord, 5° 06′ 24″ est                                  |       |
| Château de Tiffauges : digue du château                                                 | Tiffauges                                | Vendée                  | Pays de la Loire           | Inscrit    | Notice no PA00110281                                                                | 47° 00′ 47″ nord, 1° 06′ 53″ ouest                                |       |
| Église Saint-Jacques                                                                    | Châtellerault                            | Vienne                  | Nouvelle-Aquitaine         | Inscrit    | Notice no PA86000056                                                                | 46° 48′ 57″ nord, 0° 32′ 34″ est                                  |       |
| Château du Haut-Maulay                                                                  | Maulay                                   | Vienne                  | Nouvelle-Aquitaine         | Inscrit    | Notice no PA86000057                                                                | 46° 59′ 25″ nord, 0° 13′ 07″ est                                  |       |
| Châtelet d'entrée du château de Rude-Paille                                             | Mauprévoir                               | Vienne                  | Nouvelle-Aquitaine         | Inscrit    | Notice no PA86000058                                                                | 46° 10′ 32″ nord, 0° 30′ 54″ est                                  |       |
| Château d'eau de Blossac                                                                | Poitiers                                 | Vienne                  | Nouvelle-Aquitaine         | Inscrit    | Notice no PA86000059                                                                | 46° 34′ 35″ nord, 0° 20′ 05″ est                                  |       |
| Grottes d'Arcy-sur-Cure                                                                 | Arcy-sur-Cure                            | Yonne                   | Bourgogne-Franche-Comté    | Classé     | Notice no PA00113981                                                                | 47° 35′ 15″ nord, 3° 45′ 41″ est                                  |       |
| Moulin de Senlis et église Saint-Séraphin-de-Sarov                                      | Montgeron                                | Essonne                 | Île-de-France              | Inscrit    | Notice no PA91000273                                                                | 48° 42′ 53″ nord, 2° 27′ 05″ est                                  |       |
| Église Saint-Vincent-Saint-Germain                                                      | Saint-Germain-lès-Corbeil                | Essonne                 | Île-de-France              | Inscrit    | Notice no PA91000272                                                                | 48° 37′ 14″ nord, 2° 29′ 17″ est                                  |       |
| Villa Dall'Ava                                                                          | Saint-Cloud                              | Hauts-de-Seine          | Île-de-France              | Inscrit    | Notice no PA92000161                                                                | 48° 51′ 21″ nord, 2° 13′ 06″ est                                  |       |
| Monument aux morts d'Anse-Bertrand                                                      | Anse-Bertrand                            | Guadeloupe              | Guadeloupe                 | Inscrit    | Notice no PA97100068                                                                | 16° 28′ 19″ nord, 61° 30′ 31″ ouest                               |       |
| Monument aux morts de Baie-Mahault                                                      | Baie-Mahault                             | Guadeloupe              | Guadeloupe                 | Inscrit    | Notice no PA97100069                                                                | 16° 16′ 05″ nord, 61° 35′ 13″ ouest                               |       |
| Monument aux morts de Basse-Terre                                                       | Basse-Terre                              | Guadeloupe              | Guadeloupe                 | Inscrit    | Notice no PA97100070                                                                | 15° 59′ 41″ nord, 61° 43′ 35″ ouest                               |       |
| Monument aux morts du Petit-Canal                                                       | Petit-Canal                              | Guadeloupe              | Guadeloupe                 | Inscrit    | Notice no PA97100071                                                                | 16° 22′ 45″ nord, 61° 29′ 24″ ouest                               |       |
| Monument aux morts de Sainte-Anne                                                       | Sainte-Anne                              | Guadeloupe              | Guadeloupe                 | Inscrit    | Notice no PA97100072                                                                | 16° 13′ 31″ nord, 61° 23′ 08″ ouest                               |       |
| Marché couvert du Carbet                                                                | Le Carbet                                | Martinique              | Martinique                 | Inscrit    | Notice no                                                                           | 14° 42′ 43″ nord, 61° 11′ 00″ ouest                               |       |
| Marché aux viandes de Fort-de-France                                                    | Fort-de-France                           | Martinique              | Martinique                 | Inscrit    | Notice no                                                                           | 14° 36′ 20″ nord, 61° 04′ 18″ ouest                               |       |
| Marché couvert du Lamentin                                                              | Le Lamentin                              | Martinique              | Martinique                 | Inscrit    | Notice no                                                                           | 14° 36′ 59″ nord, 61° 00′ 11″ ouest                               |       |
| Marché couvert de Rivière-Pilote                                                        | Rivière-Pilote                           | Martinique              | Martinique                 | Inscrit    | Notice no                                                                           | 14° 29′ 11″ nord, 60° 54′ 09″ ouest                               |       |
| Marché couvert de Saint-Esprit                                                          | Saint-Esprit                             | Martinique              | Martinique                 | Inscrit    | Notice no                                                                           | 14° 33′ 42″ nord, 60° 56′ 12″ ouest                               |       |
| Marché couvert de Saint-Pierre                                                          | Saint-Pierre                             | Martinique              | Martinique                 | Inscrit    | Notice no                                                                           | 14° 44′ 32″ nord, 61° 10′ 35″ ouest                               |       |
| Marché couvert des Trois-Îlets                                                          | Les Trois-Îlets                          | Martinique              | Martinique                 | Inscrit    | Notice no                                                                           | 14° 32′ 18″ nord, 61° 02′ 04″ ouest                               |       |
| Habitation Céron                                                                        | Le Prêcheur                              | Martinique              | Martinique                 | Inscrit    | Notice no                                                                           | 14° 49′ 51″ nord, 61° 13′ 12″ ouest                               |       |
| Chapelle de l'ex-Apeca                                                                  | Le Tampon                                | La Réunion              | La Réunion                 | Inscrit    | Notice no PA97400144                                                                | 21° 13′ 44″ sud, 55° 33′ 33″ est                                  |       |
| Maison Bellier                                                                          | Saint-André                              | La Réunion              | La Réunion                 | Inscrit    | Notice no PA97400145                                                                | 20° 55′ 07″ sud, 55° 38′ 19″ est                                  |       |
| Caserne de gendarmerie de Beaulieu                                                      | Saint-Benoît                             | La Réunion              | La Réunion                 | Classé     | Notice no PA97400108                                                                | 21° 02′ 10″ sud, 55° 42′ 23″ est                                  |       |
| Domaine de Beaubassin                                                                   | Saint-Denis                              | La Réunion              | La Réunion                 | Inscrit    | Notice no PA97400146                                                                | 20° 55′ 48″ sud, 55° 27′ 20″ est                                  |       |
| Redoute Bourbon                                                                         | Saint-Denis                              | La Réunion              | La Réunion                 | Classé     | Notice no PA97400095                                                                | 20° 53′ 12″ sud, 55° 26′ 33″ est                                  |       |
| Villa Bourbon                                                                           | Saint-Paul                               | La Réunion              | La Réunion                 | Inscrit    | Notice no PA97400147                                                                | 21° 03′ 53″ sud, 55° 13′ 18″ est                                  |       |
| Cheminée Mon Repos 2                                                                    | Saint-Pierre                             | La Réunion              | La Réunion                 | Inscrit    | Notice no PA97400095                                                                | 21° 18′ 46″ sud, 55° 27′ 37″ est                                  |       |
| Pont suspendu de la Rivière de l'Est                                                    | Sainte-Rose, Saint-Benoît                | La Réunion              | La Réunion                 | Classé     | Notice no PA97400131                                                                | 21° 07′ 43″ sud, 55° 44′ 53″ est                                  |       |
| Maison Morange                                                                          | Salazie                                  | La Réunion              | La Réunion                 | Inscrit    | Notice no PA97400148                                                                | 21° 04′ 11″ sud, 55° 31′ 07″ est                                  |       |

## Radiations
Les protections des édifices suivants sont abrogées en 2018. Ces radiations concernent essentiellement des édifices détruits.
| Édifice                                                    | Commune    | Département   | Région               | Protection | Base Mérimée         | Coordonnées                      | Image |
| ---------------------------------------------------------- | ---------- | ------------- | -------------------- | ---------- | -------------------- | -------------------------------- | ----- |
| château de Roffiac - ancien immeuble dit « vieux château » | Roffiac    | Cantal        | Auvergne-Rhône-Alpes | classé     | Notice no PA00093588 | 49° 34′ 36″ nord, 3° 12′ 48″ est |       |
| Pigeonnier de Caignac                                      | Caignac    | Haute-Garonne | Occitanie            | Inscrit    | Notice no PA00094300 | 43° 18′ 40″ nord, 1° 43′ 22″ est |       |
| Cheminée de Savanna                                        | Saint-Paul | La Réunion    |                      | Inscrit    | Notice no PA97400065 | 20° 59′ 35″ sud, 55° 17′ 53″ est |       |